# Gunung Bleue
Gunung Bleue är ett berg i Indonesien.   Det ligger i provinsen Aceh, i den västra delen av landet, 1 700 km nordväst om huvudstaden Jakarta. Toppen på Gunung Bleue är 1 794 meter över havet, eller 360 meter över den omgivande terrängen. Bredden vid basen är 0,70 km.
Terrängen runt Gunung Bleue är kuperad åt sydväst, men åt nordost är den bergig.Runt Gunung Bleue är det ganska glesbefolkat, med 22 invånare per kvadratkilometer. I omgivningarna runt Gunung Bleue växer i huvudsak städsegrön lövskog.